# Кущівник плямистий
Кущівни́к плямистий (Hypoedaleus guttatus) — вид горобцеподібних птахів родини сорокушових (Thamnophilidae). Мешкає в Південній Америці. Це єдиний представник монотипового роду Плямистий кущівник (Hypoedaleus).

## Опис

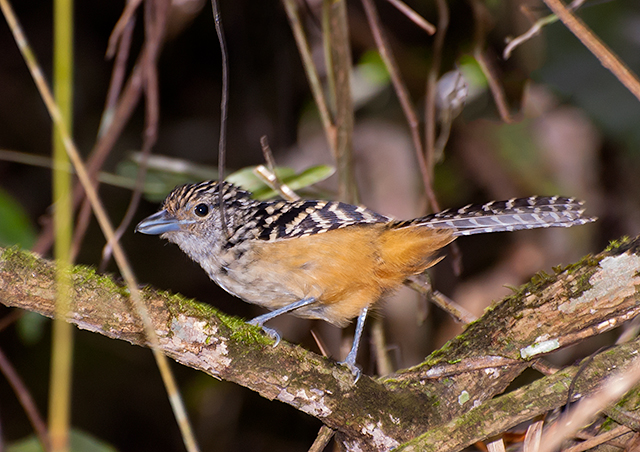
Плямистий кущівник

Довжина птаха становить 20,5 см, вага 36-41. Виду притаманний статевий диморфізм. У самців верхня частина тіла чорна, сильно поцятковане білими плямками, тім'я смугасте, крила і хвіст поцятковані білими смужками. Нижня частина тіла біла, груди з боків чорні, боки і надхвістя рудувато-охристі. У самичок верхня частина тіла поцяткована коричневими плямами, нижня частина тіла рудувато-охриста. Дзьоб міцний, на кінці гачкуватий, сизувато-сірий, райдужки темно-карі, лапи сизі. У представників північних популяцій нижня частина тіла біліша, менш охриста. 

## Поширення і екологія
Плямисті кущівники мешкають на південному сході Бразилії (схід Алагоаса, від східної Баїї на південь до крайнього сходу Мату-Гросу-ду-Сул, Санта-Катарини і півночі Ріу-Гранді-ду-Сул), на сході Парагваю та на крайньому північному сході Аргентини (Місьйонес, північно-східний Коррієнтес). Вони живуть в густому підліску вологих рівнинних атлантичних лісів та на узліссях. Зустрічаються поодинці або парами, переважно на висоті до 900 м над рівнем моря. Живляться безхребетними, яких шукають серед рослинності і ліан.